# 国家発展委員会
国家発展委員会（中国語:國家發展委員會、英語:National Development Council）は、中華民国行政院に所属する政府官庁（十二部七会）の1つ。2014年1月に行政院研究発展考核委員会と行政院経済建設委員会、行政院主計総処電子処理資料中心が合併して設立された。略称は国発会。

## 組織
- 主任委員
- 副主任委員（政務2名、常務1名）
- 諮詢委員
- 主任秘書
- 参事、コンサルタント

- 総合規画処
- 経済発展処
- 社会発展処
- 産業発展処
- 人力発展処
- 国土地域離島発展処
- 管制考核処
- 情報管理処
- 法制協調センター
- 人事室
- 政風室
- 主計室
- 秘書室
- 档案管理局

## 景気基準日付
- 第1循環 （谷）1954年11月 （山）1955年11月 （谷）1956年 9月
- 第2循環 （谷）1956年 9月 （山）1964年 9月 （谷）1966年 1月
- 第3循環 （谷）1966年 1月 （山）1968年 8月 （谷）1969年10月
- 第4循環 （谷）1969年10月 （山）1974年 2月 （谷）1975年 2月
- 第5循環 （谷）1975年 2月 （山）1980年 1月 （谷）1983年 2月
- 第6循環 （谷）1983年 2月 （山）1984年 5月 （谷）1985年 8月
- 第7循環 （谷）1985年 8月 （山）1989年 5月 （谷）1990年 8月
- 第8循環 （谷）1990年 8月 （山）1995年 2月 （谷）1996年 3月
- 第9循環 （谷）1996年 3月 （山）1997年12月 （谷）1998年12月
- 第10循環 （谷）1998年12月 （山）2000年 9月 （谷）2001年 9月
- 第11循環 （谷）2001年 9月 （山）2004年 3月 （谷）2005年 2月
- 第12循環 （谷）2005年 2月 （山）2008年 3月 （谷）2009年 2月
- 第13循環 （谷）2009年 2月 （山）2011年 2月 （谷）2012年 1月
- 第14循環 （谷）2012年 1月 （山）2014年10月 （谷）2016年 2月
- 第15循環（谷）2016年 2月 （山）2022年 1月 （谷）2023年4月